# Nicolás Cabré
Nicolás Cabré (Buenos Aires, 6 de febrero de 1980) es un actor argentino.
Es conocido por sus actuaciones en series o telenovelas tales como Son de diez, Carola Casini, Gasoleros, Son amores, Sin Código, Por amor a vos, Botineras, Los Únicos, Mis amigos de siempre, Cuéntame cómo pasó, Mi hermano es un clon y Tu parte del trato, entre otros.

## Biografía
Nicolás Cabré creció y se crio en Mataderos y Liniers. Hijo de Cristina Birckenstaedt, portera de un colegio y Norberto Cabré, un taxista (fallecido en 2014). Tiene un hermano mayor llamado Duilio. Cuando cursaba en la Escuela N.º 1 "De la Independencia Argentina" de Liniers, por medio de su compañero de grado (el actor Facundo Espinosa), obtuvo el número de teléfono de una agencia de publicidad y consiguió que su madre lo llevara a un casting para participar del programa infantil La ola está de fiesta. También asistió al Colegio N.º 13 "Tomás Espora", pero abandonó los estudios en tercer año.

## Carrera
Comenzó su carrera actoral a los 10 años en el programa infantil La ola está de fiesta de Flavia Palmiero. Su primer trabajo como actor fue en la comedia Son de Diez, protagonizada por Claudio García Satur y Silvia Montanari. Luego de ese éxito tuvo su primer papel en teatro en la elogiada obra Algo en común protagonizada por Ricardo Darín. En 1997, integró el elenco de la comedia televisiva Carola Casini con Araceli González. Ese año, hizo su debut en cine en la película Fuga de cerebros. En 1999, fue parte del filme, Yepeto, el cual contó con excelentes críticas. Durante 1998 y 1999 integró el elenco de la exitosa comedia de Pol-ka, Gasoleros, protagonizada por Juan Leyrado y Mercedes Morán. Esta ficción le llegó a dar una gran popularidad y éxito como actor. En 2000 primero integró el elenco del unitario Vulnerables y más tarde formó parte de la comedia Ilusiones, ambos en la pantalla de Canal 13.
En 2001 protagonizó la comedia Déjala correr en los cines argentinos. En 2002 se convirtió en uno de los protagonista de Son Amores junto a Miguel Ángel Rodríguez, Millie Stegman y Mariano Martínez, la exitosa comedia de Pol-ka, la cual le valió una nominación al Premio Martín Fierro. Gracias al éxito de esta ficción fue llevada al teatro. En 2003 protagonizó la segunda temporada. En 2004 hizo la obra de teatro El gran regreso junto a Alfredo Alcón. En 2005 protagoniza tres episodios del unitario Botines, y a mediados de año vuelve a la tira diaria, encabezando, Sin código, junto a Adrián Suar y Nancy Dupláa. Durante 2006 protagoniza un unitario en Telefe, Al Límite, junto a Juan Gil Navarro. Luego de un año alejado de la televisión regresó en 2008 protagonizando la comedia Por amor a vos, en Canal 13, junto a Míguel Ángel Rodríguez y Claribel Medina. Junto con Soledad Fandiño, forman la pareja juvenil de la exitosa tira. Con Luisana Lopilato protagoniza Papá por un día y marca su retorno al cine. 
A finales de 2009 de la mano de Underground Contenidos, protagoniza en Telefe la telenovela Botineras, junto a Romina Gaetani continuando hasta mediados de 2010. En 2011, protagonizó junto Mariano Martínez, Nicolás Vázquez y Griselda Siciliani la comedia Los únicos, con gran éxito durante todo el año. Además de la televisión, trabajó en la versión teatral de Los únicos. En el 2012, protagonizó la segunda temporada de Los únicos. Además, ese año filmó la película ¡Atraco!, junto a Guillermo Francella, la cual lo llevó a estar entre los preseleccionados como mejor actor revelación en los Premios Goya. Entre 2013 y 2014, protagonizó junto a Gonzalo Heredia, Nicolás Vázquez, Agustina Cherri, Emilia Attias y Calu Rivero la comedia Mis amigos de siempre. En 2015, regresó al cine protagonizando la película Alma. Además protagonizó en TV Pública la miniserie Variaciones Walsh junto a Darío Grandinetti y Luis Luque. En 2016, participó de la obra teatral llamada El Quilombero estrenada el 22 de enero, dirigida por Arturo Puig. 
En 2017 fue el protagonista de la versión argentina de Cuéntame cómo pasó, junto a Malena Solda, Leonor Manso, Carlos Portaluppi, Candela Vetrano y Franco Masini. Entre 2018 y 2019 protagonizó la novela Mi hermano es un clon, interpretando a Renzo y Mateo. En 2019 protagoniza Departamento de soltero junto a Laurita Fernández y en televisión protagoniza Tu parte del trato junto a Eleonora Wexler y Jazmín Stuart se emitirá a finales de 2019 por El Trece.

## Vida personal
En mayo de 2011 se casó con la actriz Eugenia Tobal luego de cuatro meses de noviazgo. En septiembre del mismo año, Tobal perdió un embarazo de dos meses, que esperaba la pareja. En enero de 2012 se separó de Tobal, confirmando más tarde su relación con la actriz China Suárez. En mayo de 2012 finalizó el divorcio con Tobal.
En 2013 tuvo a su primera hija, Rufina, con su pareja de entonces, la actriz China Suárez, de quien se separó más tarde ese mismo año.

## Cine
| Año  | Título            | Personaje        |
| ---- | ----------------- | ---------------- |
| 1998 | Fuga de cerebros  | Fideo            |
| 1999 | Yepeto            | Antonio Martínez |
| 2001 | Déjala correr     | Diego            |
| 2003 | Ciudad del Sol    | Pablo            |
| 2007 | Tres de corazones | Ángel            |
| 2009 | Papá por un día   | Federico         |
| 2012 | ¡Atraco!          | Miguel Mancuso   |
| 2013 | Solo para dos     | Mitch            |
| 2015 | Alma              | Gaspar Ruíz      |

## Televisión
| Año       | Título                | Personaje                    |
| --------- | --------------------- | ---------------------------- |
| 1992-1995 | Son de diez           | Juan "Juancito"              |
| 1995-1996 | ¡Hola Papi!           | Tomás                        |
| 1996      | Poliladron            | Javier Ruiz                  |
| 1997      | Carola Casini         | Camilo Casini                |
| 1998-1999 | Gasoleros             | Alejo Felaman Presutti       |
| 2000      | Vulnerables           | Martín Albarracín Larguía    |
| 2000-2001 | Tiempo final          | "Ep11: Santo remedio"        |
| 2000-2001 | Tiempo final          | "Ep41: Casa vacía"           |
| 2001      | Ilusiones compartidas | Rafael Puntin                |
| 2002-2003 | Son amores            | Pablo Marquesi               |
| 2004-2005 | Sin código            | Axel Etcheverry              |
| 2005      | Botines               | Miguel "Ep2: Autocontrol"    |
| 2005      | Botines               | Mario "Ep11: Acorralados"    |
| 2006      | Al límite             | Varios personajes            |
| 2008-2009 | Por amor a vos        | León Carloni                 |
| 2009-2010 | Botineras             | Cristian "Chiqui" Flores     |
| 2011-2012 | Los Únicos            | Axel Etcheverry              |
| 2013-2014 | Mis amigos de siempre | Simón Alarcón                |
| 2015      | Variaciones Walsh     | Daniel Hernández             |
| 2017      | Cuéntame cómo pasó    | Antonio Martínez             |
| 2018      | El host               | Él mismo                     |
| 2018-2019 | Mi hermano es un clon | Mateo Mónaco/ Renzo Figueroa |
| 2019      | Tu parte del trato    | Carlos Gianola               |
| 2022      | Dos 20                | Leandro "Ep6: Eclipse"       |

## Otras apariciones
| Año            | Título                        |
| -------------- | ----------------------------- |
| 1998-1999      | Versus                        |
| 2000           | Merendamos Juntos             |
| 2001           | Sábado Bus                    |
| 2002           | Un aplauso para el asador     |
| 2002           | Premios Clarín 2002           |
| 2003           | Premios Clarín 2003           |
| 2004-2009-2015 | Almorzando con Mirtha Legrand |
| 2005           | La noche del 10               |
| 2006           | Juntos                        |
| 2007-2008      | Mañanas informales            |
| 2009           | Zoom, mirá de cerca           |
| 2009           | Susana Giménez                |
| 2009           | Justo a tiempo                |
| 2010           | El Trece: 50 años             |
| 2011-2013      | Un sol para los chicos        |
| 2011           | Viviana                       |
| 2012           | Más Viviana                   |
| 2012           | La pelu                       |
| 2012           | Antes que sea tarde           |
| 2012-2013      | Tendencias                    |
| 2014           | las noches de la TV Publica   |
| 2015           | Una tarde cualquiera          |
| 2016           | El diario de Mariana          |
| 2016           | Morfi, todos a la mesa        |
| 2016           | Susana Giménez                |

## Teatro
| Año       | Título                  | Personaje           | Notas                   |
| --------- | ----------------------- | ------------------- | ----------------------- |
| 1990      | La Ola esté de fiesta   | Él mismo            | Adaptación del programa |
| 1993-1994 | Son de diez             | Juancito            | Adaptación de la serie  |
| 1995–1996 | Algo en común           |                     | Obra teatral            |
| 1999–2001 | El cartero              | Pablo Neftalí Reyes | Obra teatral            |
| 2002      | Son amores              | Pablo Marquesi      | Adaptación de la novela |
| 2004–2005 | El gran regreso         | Enrique             | Obra teatral            |
| 2011      | Los únicos              | Axel Hetcheverry    | Adaptación de la novela |
| 2016      | El quilombero           | Pignon              | Obra teatral            |
| 2017-2018 | Sugar                   | Jerry/ Violetta     | Obra teatral            |
| 2019-2020 | Departamento de soltero |                     | Obra teatral            |
| 2023      | Tom, Dick y Harry       | Director            | Obra teatral            |

## Premios y nominaciones
Premios INTE
| Año  | Categoría               | Título     | Resultado |
| ---- | ----------------------- | ---------- | --------- |
| 2003 | Talento juvenil del año | Son amores | Nominado  |

Premios Cóndor de Plata
| Año  | Categoría            | Título           | Resultado |
| ---- | -------------------- | ---------------- | --------- |
| 1998 | Revelación masculina | Fuga de cerebros | Nominado  |

Premios Martín Fierro
| Año  | Categoría                                          | Título                  | Resultado |
| ---- | -------------------------------------------------- | ----------------------- | --------- |
| 2000 | Mejor actor de reparto                             | Vulnerables             | Nominado  |
| 2000 | Mejor actor de reparto                             | Ilusiones (compartidas) | Nominado  |
| 2000 | Mejor actor de reparto                             | Tiempo final            | Nominado  |
| 2002 | Mejor actor protagonista de comedia                | Son amores              | Nominado  |
| 2003 | Mejor actor protagonista de comedia                | Son amores 2            | Nominado  |
| 2004 | Mejor actor protagonista de unitario y/o miniserie | Sin código              | Nominado  |
| 2011 | Mejor actor protagonista de novela                 | Botineras               | Nominado  |
| 2012 | Mejor actor protagonista de novela                 | Los únicos              | Nominado  |
| 2014 | Mejor actor protagonista de comedia                | Mis amigos de siempre   | Nominado  |
| 2017 | Mejor actor protagonista de ficción diaria         | Cuéntame cómo pasó      | Nominado  |
| 2018 | Mejor actor protagonista de ficción diaria         | Mi hermano es un clon   | Nominado  |

Premios ACE
| Año  | Categoría                                                    | Título        | Resultado |
| ---- | ------------------------------------------------------------ | ------------- | --------- |
| 1995 | Revelación teatral del año                                   | Algo en común | Ganador   |
| 2018 | Actuación masculina en musical / music hall y/o café concert | Sugar         | Ganador   |

Premios Estrella de Mar
| Año       | Categoría                                                       | Título                                  | Resultado |
| --------- | --------------------------------------------------------------- | --------------------------------------- | --------- |
| 1999-2020 | "Revelación teatral de la temporada" "Mejor actor protagonista" | "Algo en común" Departamento de soltero | Ganador   |

Premios VOS
| Año  | Categoría   | Título        | Resultado |
| ---- | ----------- | ------------- | --------- |
| 2017 | Mejor actor | El quilombero | Ganador   |

Premios Carlos
| Año  | Categoría        | Título        | Resultado |
| ---- | ---------------- | ------------- | --------- |
| 2017 | Figura destacada | El quilombero | Ganador   |

Otros premios
| Año  | Premios                       | Categoría               | Título           | Resultado |
| ---- | ----------------------------- | ----------------------- | ---------------- | --------- |
| 1998 | Premios Panambí               | Mejor actor protagónico | Fuga de cerebros | Ganador   |
| 2011 | Kid's Choice Awards Argentina | Mejor actor             | Los únicos       | Nominado  |